# セントチャールズ (ミズーリ州)
セントチャールズ（英: St. Charles）は、アメリカ合衆国ミズーリ州の都市。セントチャールズ郡の郡庁所在地である。人口は7万0493人（2020年）。セントルイスの北西35キロメートル、ミズーリ川沿いに位置している。州内で3番目に歴史の古い市である。
1769年に「レ・プティット・コート」（Les Petites Côtes、フランス語で「小さい丘」という意味）として、フランス系カナダ人の毛皮商人、ルイ・ブランチェットが設立した。七年戦争の後、この地域は名目上はスペインに支配された。市はしばらくの間、アメリカ西部への進出において重要な役割を演じた。
初期には、主にフランス語を話すカナダ人の開拓者が住み着いた。1804年、ルイジアナ買収で西に広がったアメリカの領土をルイス・クラーク探検隊が探検するまで、「文明化した」最も新しい滞在地だと考えられていた。市は1821年から1826年まで、ミズーリ州の最初の州都となった。
市にはアメリカ国立気象局のセントルイス予報事務所があり、ミズーリ州中部、中東部、北東部、さらにイリノイ州南西部を管轄している。
2022年、市場調査会社「SmartAsset」は「アメリカの理想の小都市」いう調査を行い、セントチャールズを全米第9位に選定した。

## 歴史
ネイティブアメリカンは少なくとも7,000年以上この地域を住処としていた。ヨーロッパ人がやってきた時、イリノイ族、オーセージ族、ミズーリ族が住んでいた。
ルイ・ブランチェットはアッパー・ルイジアナがスペインの支配下にあった1769年に入植した（この地域はイギリスがフレンチ・インディアン戦争でフランスに勝利したことで、スペインに割譲された）。彼は地域のリーダーに任命され、1793年に死ぬまでそれを務めた。
開拓地はスペインの司法権の下にあったが、入植者は主にネイティブアメリカンや北方から移動してきたフランス系カナダ人であった。
セントチャールズの始まりを考えると、ミズーリ川沿いの低地を通っていたブーンズ・リック・トレイルがミズーリ州中部～西部への入植に際し主要な陸路となった。この地域は「ブーンズリック」または「ブーンズリック・カントリー」として知られるようになった。ミズーリ州フランクリンがこの道の終点だった。西部への開拓はサンタフェ・トレイル上で続けられた。

### サンカルロス・ボッロメーオ
町の最初の教会は、1791年に建設されたカトリック教会で、サンカルロス・ボッロメーオを祭っていた。町の名はサンカルロス・デル・ミズーリ、英語で「セントチャールズ・オブ・ザ・ミズーリ」として知られるようになった。教会が元あった場所は分かっていないが、レプリカがメインストリートからすぐの場所に復元されている。3代目のセントチャールズ・ボロメオ教会は、現在5番ストリートに位置している。
スペイン人の副総督は、ダニエル・ブーンをフェム・オーセージ地域の司令官に任命した。彼はルイジアナ買収によってアメリカの支配下に置かれた1804年まで、その任を果たした。町の名前サンカルロスは、英語化されセントチャールズとなった。ウィリアム・クラークは1804年5月16日にセントチャールズに到着した。
彼を含めた40人の隊員と3隻のボートから成る探検隊は、最後の準備をし、メリウェザー・ルイスのセントルイスからの到着を待った。彼らはその間、踊りや晩餐、教会の礼拝に参加した。町の住民は、国を挙げた探検隊の一部となることに心躍り、探検隊を厚くもてなした。ルイスはセントチャールズ・ロック・ロードを通って5月20日に到着した。探検隊は翌日の午後3時30分にキールボートで出発した。セントチャールズは探検隊が訪れた最後のアメリカの町であり、次に戻ってくるのは2年以上後のことだった。

### 発展
ミズーリ準州が1821年に州に昇格したとき、州議会は、州の中心部にありミズーリ川に臨む場所にジェファーソンシティを建設して州都とすることを決定した。当時はまだ議会議事堂が建設されていなかったため、一時的な州都が必要になった。セントチャールズは他の8つの都市との競争に勝ち一時的な州都となり、議会を開催する場所として金物屋の上の階を提供した。この建物はファースト・ミズーリ・ステート・キャピタル州立史跡として保存されている。1826年にジェファーソンシティに移るまで、セントチャールズで議会が開かれていた。
ゴットフリート・ドゥーデンは1824年にこの地域を訪れたドイツ人である。ダニエル・ブーンの案内の下で旅をした彼は、セントチャールズ郡での生活について豊富な記録を残した。彼はドイツに戻ってから、1829年にこれを出版した。彼はこの地域に良い印象を与えたことから、1833年には多くのドイツ人が移民してきた。最初にセントチャールズ周辺にやってきて定住したドイツ人は、恐らくルイス・エヴァーズマンである。彼はドゥーデンと一緒にやって来たが、ドイツに戻らず留まることを決めていた。
セントチャールズは1956年に、州間高速道路の建設を求めるプロジェクトを最も早く始動させた。州間高速道路70号線の西行きのファースト・キャピトル・ドライブ出口の右側には、標識とともにこの主張に関する情報が表されている。カンザス州とペンシルベニア州も最初の州間高速道路プロジェクトに関する権利を主張している。

## 地理
セントチャールズは 北緯38度47分19秒 西経90度30分42秒 / 北緯38.788698度 西経90.511764度に位置している。アメリカ合衆国国勢調査局によると、市域全面積は24.03平方マイル (62.24 km2)で、そのうち陸地は23.65平方マイル (61.25 km2)、水域は0.38平方マイル (0.98 km2)である
。

## 行政
セントチャールズはミズーリ州憲法の下で自治憲章を採択している。市議会は統治機構として、10の選挙区からそれぞれ一人ずつ選出された議員で構成されている。議員の任期は3年である。市長は条例によって組織された理事会、委員会のメンバーを任命する。現在の市長は2011年4月19日に就任したサリー・フェイスである。

## 教育
セントチャールズ市教育学区には小学校が5校、中学校が2校、高校が2校ある。セントチャールズ高校（SCHS、またはシンプルに「ハイ」と呼ばれる）は市で初めて建てられた高校である。セントチャールズ西高校（SCWまたは「ウェスト」）は市の人口の増加に伴い、1970年代後半に建設された。セントチャールズ高校は1995年に建物の外装、内装の改修が行われた。セントチャールズ西高校は2005年に図書館が新装され、ジムも建設された。市には第5学年、第6学年が対象のジェファーソン・インターミディエイト、第7学年、第8学年が対象のハーディン・ミドルスクールもある。
他にはフランシス・ハウェル教育学区、オーチャード・ファーム教育学区が市の一部を管轄している。市の南端部に住んでいる生徒の多くはヘンダーソン、ベッキー・デイビッド、ハーベスト・リッジの各小学校、バーンウェル中学校、フランシス・ハウェル・ノース高校に通っている。市の北部はオーチャード・ファーム学区に属しているが、学区の区域は主に市外に広がっている。フランシス・ハウェル教育学区には小学校が2校、中学校、高校が1校ずつある。
リンデンウッド大学はダウンタウンやセントチャールズ高校近くのキングスハイウェイにある。ジョージ・シブレーと彼の妻メアリーにより、1827年にリンデンウッド女子学校として設立された。ミシシッピ川の西側では2番目に歴史の長い高等教育機関である。この大学は長老派教会に所属している私立大学となっている。中西部で最も急成長している大学の一つであり、約15,000人の学生を抱えている。
2006年にはPETAが並外れた授業料に反対して小規模な抗議を開催したことで、一時的に知名度が上がった。

## 経済
市の包括的年間財務報告書2009年版によれば、市内の大きな雇用者トップ10は以下の通りである。
| 順位 | 雇用主                                | 従業員数 |
| ---- | ------------------------------------- | -------- |
| 1    | アメリスター・カジノ                  | 1,315    |
| 2    | SSMセントジョセフ・ヘルスケアセンター | 1,063    |
| 3    | セントチャールズ郡                    | 1,291    |
| 4    | ボーイング                            | 992      |
| 5    | クライアント・サービスズ社            | 960      |
| 6    | セントチャールズ市教育学区            | 728      |
| 7    | リンデンウッド大学                    | 600      |
| 8    | AT&Tミズーリ                          | 500      |
| 9    | Coca-Cola Refreshments                | 480      |
| 10   | セントチャールズ市                    | 456      |

CRO（医薬品開発業務受託機関）とバイオテクノロジーのトップ企業であるファルマ・メディカ社は2013年にアメリカで初の拠点をセントチャールズに開設し、2014年2月から臨床試験を行っている。

## レクリエーション
セントチャールズの近くには、362㎞の線路を歩行者や自転車のための道に作り変えられたケイティ・トレイル州立公園の東の終点がある。セントチャールズ周辺では、1970年代後半から住宅の建設が堅調で、商業の発展や人口の増加も続いている。この地域では80年代に「ゴールデン・トライアングル」という言葉が作られた。この言葉はセントチャールズ郡の州間高速道路70号線、州間高速道路64号線、ミズーリ州道94号線に囲まれた地域を指す。
市のメインストリートには歴史ある商店街があり、数多くの修復された建物が軒を連ねる中にはレストランや様々な専門店が入っている。市にはルイス・クラーク探検隊に関連した多くのイベントや呼び物もあり、2007年には男子のプロロードレースである、ツアー・オブ・ミズーリのステージ5のゴール地点となった。
2015年から、ディッシング・アップ・アメリカによる食べ歩きツアーがメインストリートで行われている。このツアーでは地元の有名なレストランの一品を楽しむことができる。
セントチャールズ・コンベンションセンターは市に多くの観光客をもたらしている。11,000人を収容できるファミリー・アリーナは1999年にミズーリ川沿いに建設され、マイナーリーグスポーツの本拠地として使われているほか、イベントも開催される。
リバーフロントとメインストリート地域はセントチャールズ歴史地区の中にあり、人々が集まる町の中心部にあたる。この地域は主に住宅地と商業地として機能している。それぞれの地域にはショップ、レストラン、オフィスがあり、地元の人も観光客も出入りする。この地域の大半と北のケイティ・トレイルまでは整備・開発のために、住宅地と商業地の開発、駐車場やカジノ、ホテルの拡充が計画されている。

## スポーツ
市には複数のマイナーリーグスポーツのチームが拠点を置いている。ユナイテッド・ホッケー・リーグのチーム、ミズーリ・リバー・オッターズは1999年から2006年まで活動していた。リバー・オッターズは市内のファミリー・アリーナを本拠地としていた。インドアサッカーのプロチーム、セントルイス・スチーマーズは2000年から2001年と、2003年から2004年にかけてファミリー・アリーナで活動していた。リバーシティ・レイジは室内アメリカンフットボールのチームで、2001年から2005年と2007年から2009年まで活動していた。2010年からは休止している。2014年からは、新たにメジャーアリーナ・サッカーリーグに所属するセントルイス・アンブッシュがファミリー・アリーナを本拠地としている
。

## イベント
クリスマス・トラディションズ・フェスティバルは全米で最大級のクリスマスフェスティバルで、市内で毎年開催している。サンクスギビングデー（感謝祭）の翌日から、クリスマスの直後の土曜日までが祭りの期間である。クリスマスの仮装をした集団（レジェンズ・オブ・クリスマス）が通りを練り歩き、見物客と交流をする。祭りの期間中の土日には、レジェンズ・オブ・クリスマスとルイス&クラーク鼓笛隊がサンタ・パレードに参加する。
7月にはリバーフェストが開催され、独立記念日と、その前後のどちらかの計2日間には多くの花火が打ちあげられる。多くの人がブランケットを持って川岸の近くに座る。旧裁判所から祭りを眺める人もいる。祭りは市が主催し、住民によりボランティアが組織されている。
フェスティバル・オブ・ザ・リトルヒルズは毎年8月第3週の週末に開催される、歴史の長いフェスティバルである。1971年に始まったこのフェスティバルは、全米で十指に入るクラフトフェアとして知られている 。ライブエンターテイメント、工芸品の販売、子供向けのショーなどが行われる。ルイス&クラーク探検隊とも関連があり、多くの参加者が当時の衣装を着て歴史的なイベントを再現する。市は各個人が手作りの工芸品、ジュエリー、絵画、衣服などを持ち込んで販売することも促している。
川の近くで開催されるオクトーバーフェストは、市の歴史に影響を与えたドイツ人を記念している。ビールなどのドイツの商品が売られ、パレードも行われる。
Fete de Glaceは氷の彫刻を実演で競う大会で、1月中旬にノース・メインストリートで開催される。ミズーリ川アイリッシュフェスティバルは毎年9月にフロンティア・パークとメインストリートで開催され、音楽、踊り、読み聞かせ、運動競技、食べ物などでアイスランドの伝統を祝う 。メインストリートでは数百のキルトが店頭やバルコニーに展示される。

## 姉妹都市
- ルートヴィヒスブルク（ドイツ）、1996年から
- カーンドナー（アイルランド）、2012年から

## 交通
連邦道路管理局によれば、セントチャールズは州間高速道路プロジェクトが始まった最初の場所である。主要なハイウェイは州間高速道路70号線、州間高速道路64号線、ミズーリ州道370号線、ミズーリ州道94号線、ミズーリ州道364号線である。公共交通機関としては、セントチャールズ・エリア・トランジット（SCAT）がセントチャールズ郡内で運行している。

## 人口動態
以下は2010年の国勢調査 による人口統計データである。
| 基礎データ - 人口: 65,794人 - 世帯数: 26,715 世帯 - 家族数: 16,128 家族 - 人口密度: 1,074.1人/km2（2,782.0人/mi2） - 住居数: 29,843 軒 - 住居密度: 466.8軒/km2（1,208.9 軒/mi2） 人種別人口構成 - 白人: 87.5% - アフリカン・アメリカン: 5.9% - ネイティブ・アメリカン: 0.3% - アジア人: 2.5% - 太平洋諸島系: 0.1% - その他の人種:1.8% - 混血: 1.9% - ヒスパニック・ラテン系: 4.2% | 年齢別人口構成 - 18歳未満: 19.7% - 18-24歳: 13.8% - 25-44歳: 25.9% - 45-64歳: 26.6% - 65歳以上: 13.9% - 年齢の中央値: 36.6歳 - 性比 - 男性: 49.0% - 女性: 51.0% 世帯と家族（対世帯数） - 18歳未満の子供がいる: 27.5% - 結婚・同居している夫婦: 45.4% - 未婚・離婚・死別女性が世帯主: 10.8% - 未婚・離婚・死別男性が世帯主: 4.2% - 非家族世帯: 39.6% - 単身世帯: 31.9% - 65歳以上の老人1人暮らし: 10.1% - 平均構成人数 - 世帯: 2.29人 - 家族: 2.90人 |

## 著名な人物
- マーク・バーリー - シカゴ・ホワイトソックスなどで活躍した野球選手（投手）。
- ジョシュ・ハレルソン - バスケットボール選手。
- ジェイコブ・ターナー - 野球選手。
- ブラッド・デイヴィス - サッカー選手。
- コディ・アッシー - 野球選手。
- R・バド・ドワイヤー - 政治家。